# (200063) 2008 QX25
(200063) 2008 QX25 es un asteroide perteneciente al cinturón de asteroides, descubierto el 24 de agosto de 2008 por el equipo del Observatorio Astronómico de Mallorca desde el Observatorio Astronómico de La Sagra, Puebla de Don Fadrique (Granada), España.

## Designación y nombre
Designado provisionalmente como 2008 QX25.

## Características orbitales
2008 QX25 está situado a una distancia media del Sol de 2,348 ua, pudiendo alejarse hasta 2,591 ua y acercarse hasta 2,105 ua. Su excentricidad es 0,103 y la inclinación orbital 5,352 grados. Emplea 1314,74 días en completar una órbita alrededor del Sol.

## Características físicas
La magnitud absoluta de 2008 QX25 es 17,5.